# Jules Denefve
Jules Denefve (né en 1814 à Chimay, mort en 1877 à Mons) est un violoncelliste, compositeur et chef d'orchestre belge.

## Vie
En 1833 il devient élève de Nicolas-Joseph Platel au conservatoire de Bruxelles. Il étudie composition et l'harmonie avec François-Joseph Fétis. Après un second prix, il quitte le conservatoire en 1836, pour occuper un poste de professeur de violoncelle et de violoncelliste au Théâtre de Mons. Il dirige une société d'harmonie et plusieurs chorales dans cette ville. 
Jules Denefve laisse de nombreuses compositions vocales et instrumentales, ainsi que quatre opéras.
Mort le 19 août 1877, il est inhumé au cimetière de Mons.

## Source
1. ↑  Article Defneve, in : François-Joseph Fétis, Biographie universelle des musiciens et bibliographie générale de la musique, éd. Firmin-Didot,  1861, p. 467.